# 안드레스 쿠엥카
안드레스 쿠엥카(스페인어: Andrés Cuenca Cejudo, 2007년 6월 11일~)는 스페인의 축구 선수이다. 바르셀로나의 유소년팀과 스페인 연령별 대표팀에서 수비수로 활동하고 있다.

## 국가대표팀 경력
2023년 FIFA U-17 월드컵에서 스페인 대표팀 소속으로 참가했다.